# 중국 남방 카르스트
중국 남방 카르스트(중국어: 中国南方喀斯特)란 중국의 윈난성 석림, 구이저우성의 여파, 충칭 무륭에 걸쳐 완성되는 유네스코 세계유산에 등록된 자연 석림이다. 이 세 지역은 중국 남부에서 널리 볼 수 있는 다양한 카르스트 지형의 대표적인 예이며, 2007년 6월 27일에 세계유산에 등록되었다.

## 석림
대석림과 소석림은 높이 30미터로 칼날과 같은 형태를 한 무수한 바위가 우뚝 솟아 서는 경승지이다. 이것들은 페름기의 석회암층이 용식 되어 형성된 것이다. 이곳에서 수 킬로미터 북쪽으로는 내고석림이 있다. 내고는 이 지역에 사는 이족의 말로 ‘검다’를 의미한다. 그 이름과 같이 거뭇한 색을 띠는 회질 석회암으로부터 완성되었다.

## 여파
봉림, 봉총으로 불리는 용식에 의해서 형성된 원추형의 작은 산들이 늘어서 있다. 대칠공과 소칠공은 경승지로서 알려져 있다. 이 지역에는 희귀한 동식물을 많이 볼 수 있는 특징도 등록 이유의 하나가 되었다.

## 무륭
구천갱, 천생삼교, 부용동의 세 곳이 등록되어 있다. 구천갱은 지하수가 석회암층을 용식한 결과, 상부가 붕괴되어 만들어진 큰 공간이다. 천생삼교는 용식에 의해서 형성된 3개의 천연의 아치이다. 부용동은 총 길이가 약 2,800미터에 달하는 석회동굴이다.

## 같이 보기
- 중국의 세계유산